# Lecidea polytrichinella
Lecidea polytrichinella är en lavart som beskrevs av Hertel, Obermayer & Poelt. Lecidea polytrichinella ingår i släktet Lecidea och familjen Lecideaceae.  Arten är reproducerande i Sverige. Inga underarter finns listade i Catalogue of Life.